# St. Jakob (Levoča)

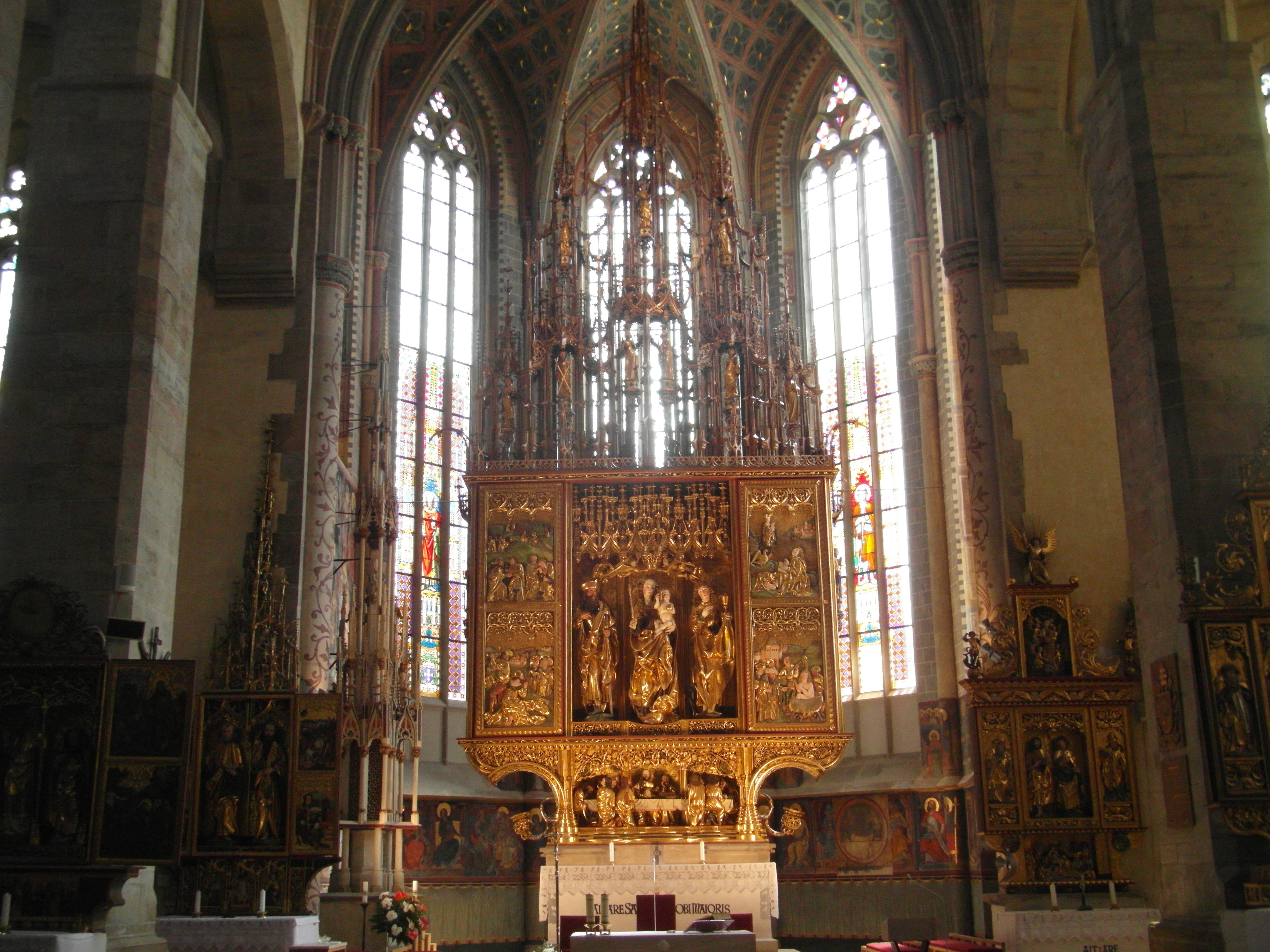
Hauptaltar

St. Jakob (slowakisch: Bazilika svätého Jakuba) ist eine gotische Kirche in Levoča, Prešovský kraj, Slowakei. Der Ursprung von Chor und Langhaus liegt im 14. Jahrhundert, der jetzige Turm hingegen wurde im 19. Jahrhundert errichtet. Die katholische Pfarrkirche ist dem Apostel Jakobus geweiht. Sie birgt zahlreiche gotische Altäre, darunter den höchsten holzgeschnitzten Altar der Welt. Er stammt aus der Werkstatt von Paul von Leutschau und wurde 1517 fertiggestellt. Die Kirche enthält viele weitere gut erhaltene Kunstschätze. Sie ist die zweitgrößte Kirche der Slowakei. Die Kirche wurde 2009 der UNESCO-Welterbestätte Levoča (Leutschau), Spissky Hrad (Zipser Burg) und damit assoziierte Kulturmonumente hinzugefügt. Sie ist auch ein nationales denkmalgeschütztes Bauwerk. 2015 wurde sie von Papst Franziskus zur Basilica minor erklärt.

## Geschichte

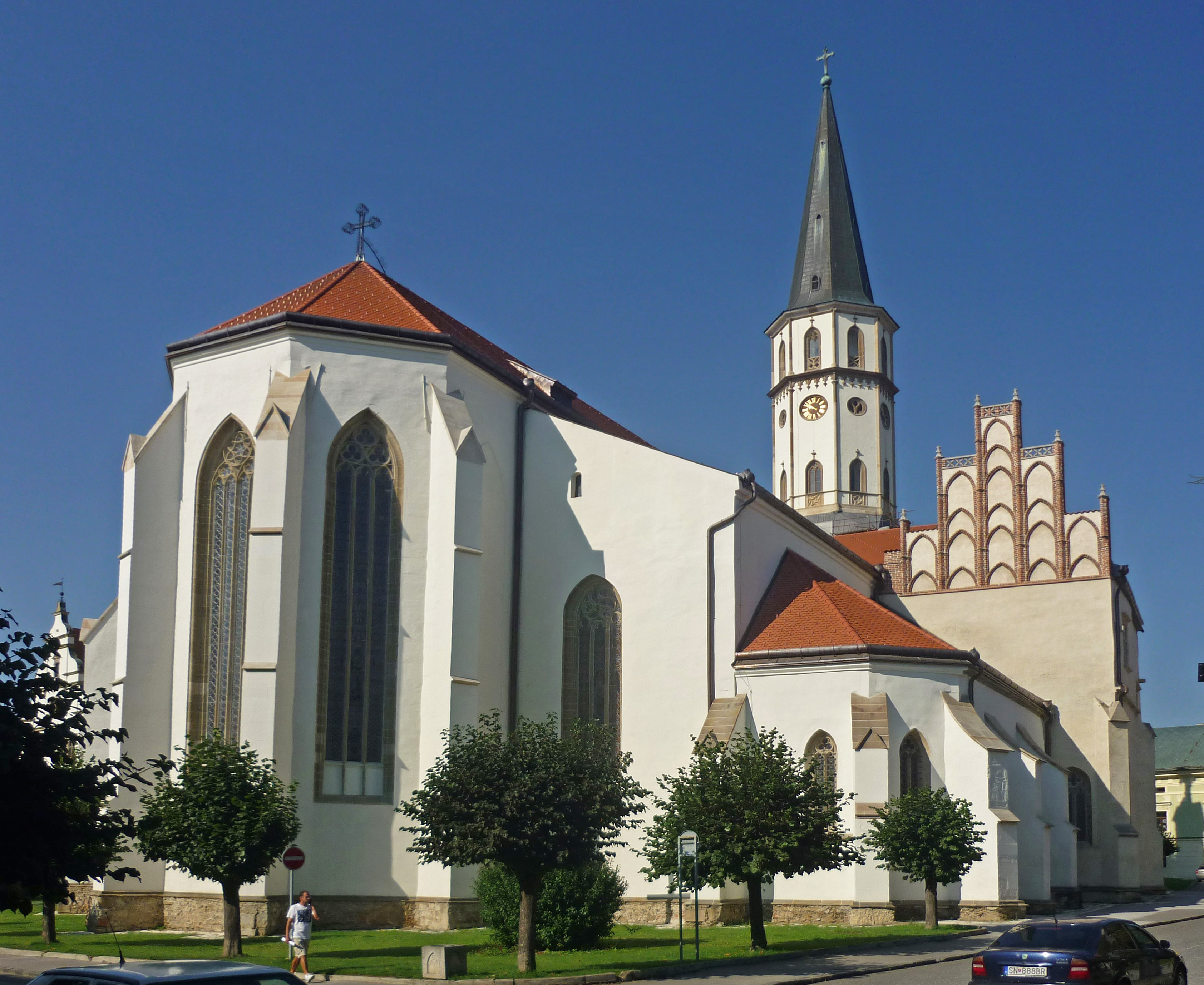
Außenansicht der Kirche

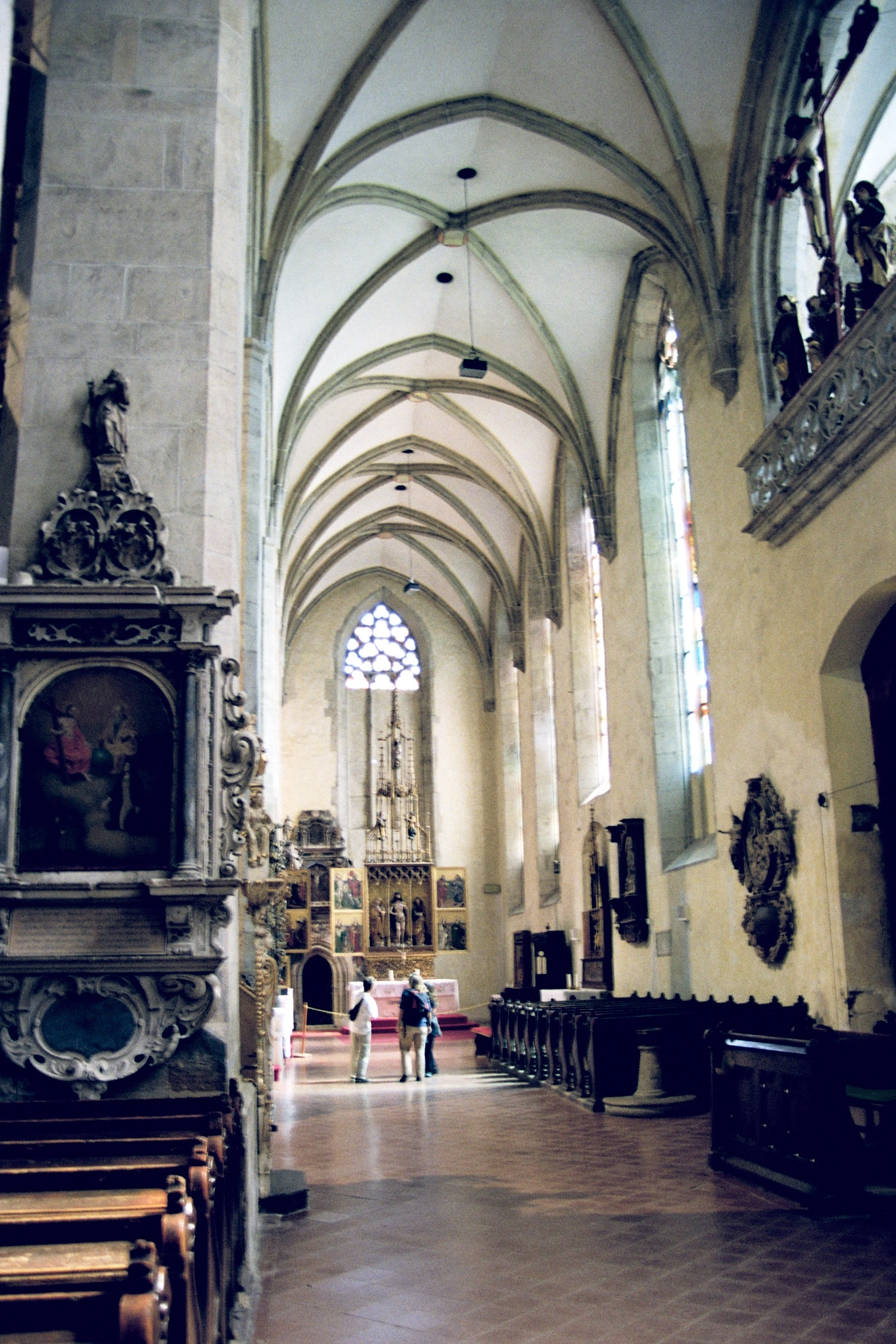
Seitenschiff

Levoča lag an der Kreuzung wichtiger Handelswege und war ein bedeutendes Verwaltungszentrum. Der Bau der in der Stadtmitte gelegenen gotischen Kirche St. Jacob begann im 14. Jahrhundert. Die Kirche dominiert den zentralen Platz der historischen Altstadt, zusammen mit dem Rathaus aus der Renaissance. Sie ist eine katholische Pfarrkirche, die dem Apostel Jakobus geweiht wurde. Sie wurde als dreischiffige Basilika ohne Querschiff mit einer fünfeckigen Apsis errichtet. Der Innenraum birgt mehrere gotische Altäre, darunter den Hochaltar, der mit 18,62 Metern der höchste holzgeschnitzte Altar der Welt ist. Er stammt aus der Werkstatt des Meisters Paul von Leutschau und wurde 1517 vollendet. Die Kirche, die zweitgrößte in der Slowakei, enthält außerdem kostbare Kunstschätze und Einrichtungsgegenstände, darunter Monstranzen, Kelche und andere Gegenstände für den Gottesdienst, die der Goldschmied Ján Szillassy schuf. Während der Reformation wurde die Kirche ab 1544 lutherisch. Für den evangelischen Gottesdienst wurden gegenüber der Kanzel Emporen eingebaut, doch sonst wenig verändert. Die Flügel der Altäre wurden geschlossen. Ab 1622 wurde eine Orgel eingebaut. Im 18. Jahrhundert kam es zur Rekatholisierung. Von 1706 bis 1710 teilten sich Katholiken und Protestanten die Kirche, dann wurde sie wieder katholisch.
Der Kirchturm wurde auch als Wachturm der Stadt benutzt, insbesondere um Feuer zu bemerken. Der mittelalterliche Turm wurde im frühen 19. Jahrhundert durch einen Blitz zerstört und durch einen höheren neogotischen Turm ersetzt. Der 70 m hohe Turm wurde von Fridrich Muck 1852 bis 1870 errichtet und war vermutlich das erste Bauwerk in diesem Stil in der Slowakei. Ein ausführlicher Bericht in den Mittheilungen der K.K. Central-Commission zur Erforschung und Erhaltung der Baudenkmale beschreibt 1858 die Baugeschichte der „katholischen Pfarrkirche St. Jakob zu Leutschau“.
Eine Glocke des ursprünglichen Geläuts wurde im Rathaus installiert, die anderen im Ersten Weltkrieg eingeschmolzen. Sie wurden 1925 ersetzt. Von 1948 bis 1949 fand eine umfangreiche Restaurierung statt: das Dach wurde erneuert, Säulen und Gewölbe wurden gereinigt, und die Orgel restauriert und verlegt. Dabei entdeckte Wandmalereien wurden ebenfalls restauriert.
Die Kirche wurde dank ihrer Kunstschätze im Jahr 2009 dem UNESCO-Welterbe Levoča (Leutschau), Spissky Hrad (Zipser Burg) und damit assoziierte Kulturmonumente hinzugefügt. Sie ist außerdem ein nationales registriertes Denkmal. Am 30. November 2015 erklärte Papst Franziskus sie zur Basilica minor. Seit 2016 ist der Turm, der einen Überblick über das Stadtzentrum vermittelt, für Besucher geöffnet.

## Altäre

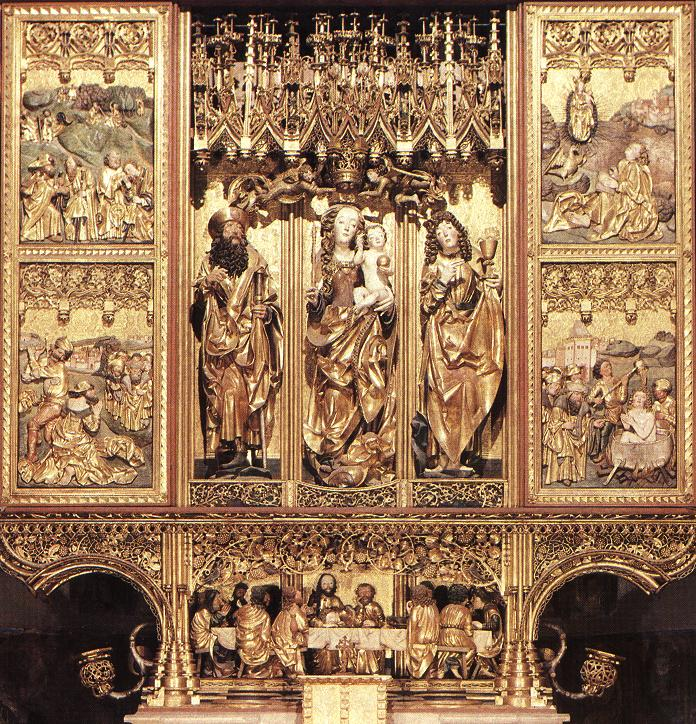
Aufsatz des Jakobsaltars

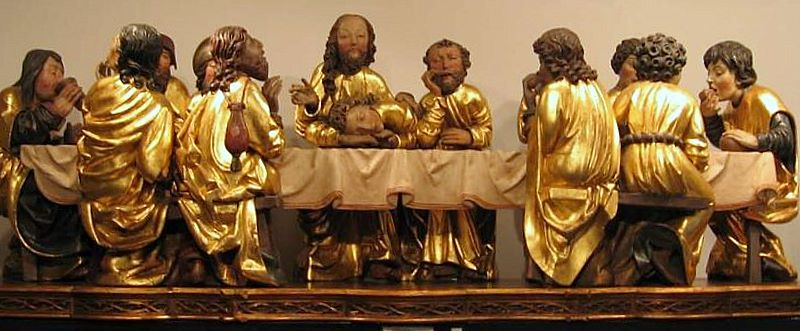
Abendmahl, Szene auf dem Hauptaltar

Die Kirche hat 18 Altäre, davon sind die bedeutendsten:
- Hochaltar (Jakobsaltar). Werkstatt Meister Paul (1507–1517)[9] Der Altar wurde nach und nach errichtet. Das Retabel wurde 1508 fertiggestellt. Weitere Figuren und Malerei wurden vermutlich bis 1515 hinzugefügt. Die letzte Phase, die auch Vergoldung umfasste, wurde 1517 abgeschlossen.[10] Die Passionsdarstellungen des Polyptychon basieren auf Drucken von Lucas Cranach zur Passion, die 1509 veröffentlicht wurden. Die Figuren der zwölf Apostel auf dem Altaraufbau werden auf ca. 1390 datiert und waren vielleicht Teil eines früheren Altars der Kirche.[11]
- Skulpturen von Meister Paul vom Altar der Geburt Jesu sind jetzt Teil des barocken Czaky-Altars. Sie waren zweihundert Jahre lang während der religiösen Unruhen im Rathaus verborgen.[9]
- Altar der vier St. Johannes (1520, Meister Paul)[12]: Johannes der Täufer, Johannes der Evangelist, Johannes Chrysostomos und Johannes der Almosengeber
- Altar St. Anna (Altar of Metercia, 1516), Meister Paul[12]
- Altar St. Peter und Paul (1495, vor Meister Paul)[12]
- Altar des Heiligen Nikolaus (1507). Die Figuren St. Leonard and St. Johannes sind von Meister Paul, aber St. Nicholas wird auf 1360–1370 datiert.[12]
- Altar St. Katharina von Alexandrien (ca. 1460)[12]
- Altar Erzengel Michael (ca. 1620)[13]
- Altar des Guten Hirten (ca. 1700)[13]
- Maria-Schnee-Altar (Altar der 13 Städte), gestiftet vom Bund der 13 Zipser Städte (unter polnischer Verwaltung) 1494 zusammen mit den königlichen Brüdern aus der Jagiellonen-Dynastie, Johann I. Albrecht von Polen und Ladislaus II. von Böhmen und Ungarn[13][1]
- Altar vom Schmerzensmann (Vir dolorum), auch Königsaltar oder Corvinus-Altar genannt.[12] Gemäß der Inschrift stifteten König Matthias Corvinus (1476–1490) und seine zweite Ehefrau Beatrix von Aragón, deren Wappen in der Predella abgebildet ist, diesen Altar.[14]
- Altar St. Elisabeth, die Witwe, Altarbild von 1492[12]

Die Kirche enthält außerdem eine Statue des Heiligen Georg mit dem Drachen aus der Werkstatt von Meister Paul.

## Fresken

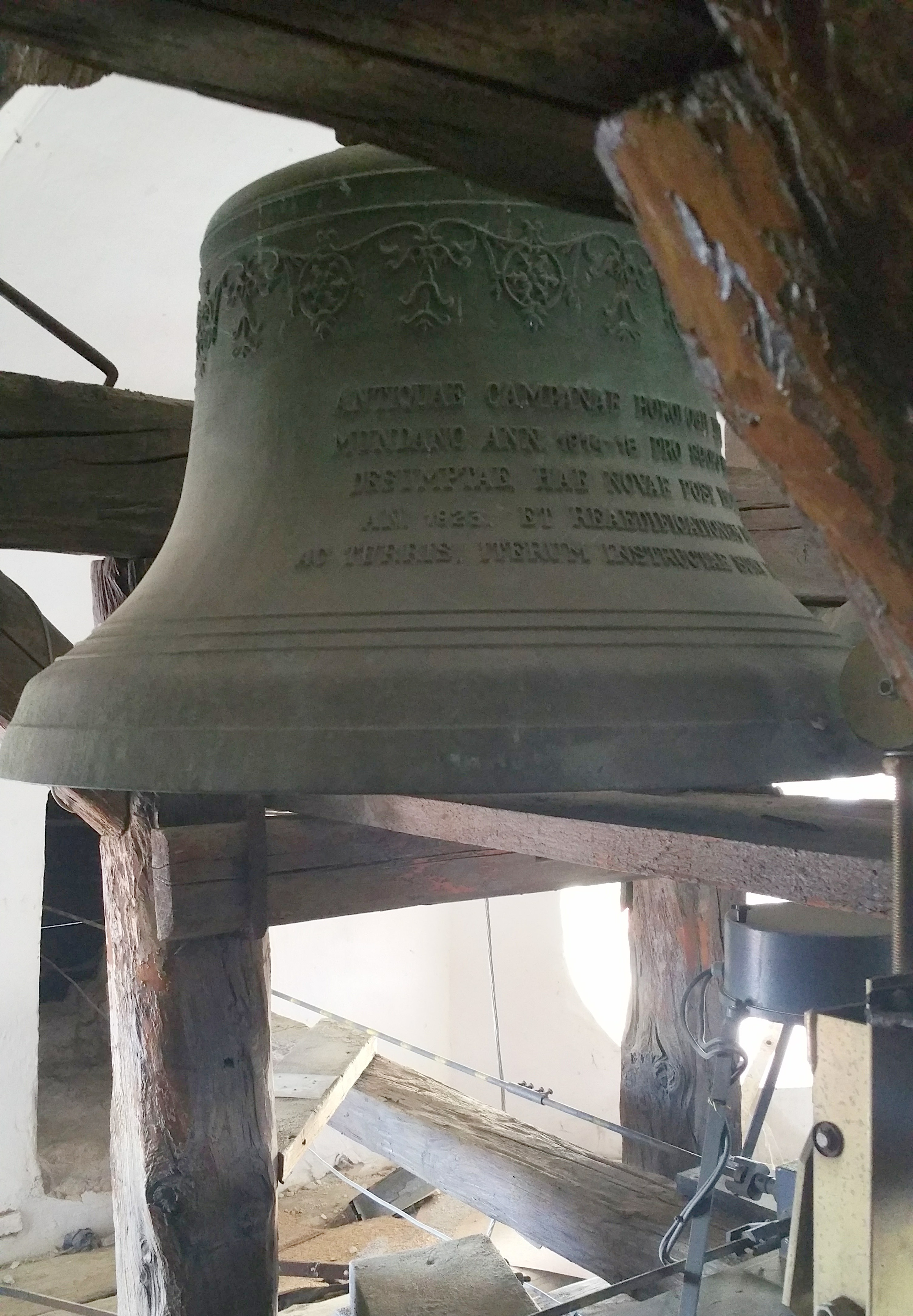
Glocke im Turm

Die Kirche enthält mehrere Fresken, darunter:
- Zyklus Sieben Tugenden und Sieben Todsünden (ca. 1385)
- Zwanzig Szenen der Legende von St. Dorothea (c. 1400)
- Wandmalerei Das Jüngste Gericht (ca. 1500)

## Gemälde-Epitaphe
Ungewöhnlich sind einige Epitaphe, die auf die Kirchenwände gemalt wurden, darunter ein Epitaph für Margita Urbanovič, die Nichte von Meister Paul. Es ist das einzige zeitgenössische Dokument, dass er den Hochaltar gestaltet hat.

## Orgel
Nach früheren Instrumenten wurde die jetzige Orgel ab 1624 von Hans Hummel gebaut, einem Krakauer Meister deutscher Herkunft. Der Magistrat bestellte die Orgel schon 1615; da der Orgelbaumeister zu dieser Zeit aber mit der Vollendung der Orgel in der polnischen Stadt Olkusz beschäftigt war, traf er erst 1624 in Leutschau ein. Das reichverzierte Gehäuse wurde 1625 vom Krakauer Tischler Andreas Hertel und Schnitzer Hans Schmied aus Dänemark gefertigt, an der Orgel gingen die Arbeiten aber nur schleppend voran. Eine Ursache waren stark angestiegene Preise als Folge einer Pestepidemie, zudem warf der Magistrat Hummel Alkoholismus und Arbeitsfaulheit vor, weiter tauchte 1629 ein Rechtsstreit wegen des Vorwurfs der Entwendung von Zinnpfeifen aus der Marienkirche in Krakau auf. Hummel fiel am 11. Februar 1630 von einem hohen Gerüst in der Kirche zu Tode, sodass die Orgel erst vom polnischen Orgelbauer Georg Nitrowski im selben Jahr fertiggestellt wurde. Die zum ersten Mal 1629 gespielte Orgel sollte gemäß der Bestellung 25 Register haben, im Endergebnis hatte sie 27 Register, wohl wegen des damaligen Brauches von Orgelbauern, zusätzliche Arbeit zu leisten, um einen Anspruch auf eine besondere Belohnung erheben zu können. Bis zur Mitte des 19. Jahrhunderts war die Orgel die größte im damaligen Königreich Ungarn, doch wegen mangelnder Wartung wurde sie nach 1830 nur selten gespielt. Der ursprüngliche Standort war zwischen den zwei Säulen auf der Nordseite. Zwischen 1864 und 1877 baute sie Lajos Mooser komplett um und übertrug das Gehäuse. Dabei wurden zusammenhängende Teile getrennt, sodass das Hauptwerk auf die Westempore und das Positiv auf die Nordempore stehen kamen. Die Orgel von Mooser wurde schon 1931–1932 durch ein neues Instrument (opus 2540) der Firma Rieger Orgelbau ersetzt. Es verfügt über 33 Register, verteilt auf drei Manuale und Pedal.